# شهرستان باکچارسکی
شهرستان باکچارسکی (به لاتین: Bakcharsky District) یک شهرستان در روسیه است که در استان تومسک واقع شده‌است.